# مگس‌گیر مدیترانه
مگس‌گیر مدیترانه (انگلیسی: Mediterranean flycatcher) یک پرنده گنجشک‌سان کوچک از خانواده مگس‌گیران است. این نژاد در جزایر بالئاری، جزیره کرس و ساردینیا زادآوری می‌کند و مهاجر است و زمستان‌گذرانی  آن در آفریقا است. اتحادیه بین‌المللی پرنده‌شناسان این گونه را از مگس‌گیر خال‌دار جدا کرده‌است، اما سایر مقامات طبقه‌بندی جانداران این دو را هنوز به عنوان هم‌گونه در نظر می‌گیرند. 
مگس‌گیر مدیترانه پرنده‌ای است که وجوه مشخصه چندانی ندارد. بال و دم آن دراز است و بزرگ‌سالان این گونه دارای روتنۀ خاکستری‌قهوه‌ای و زیرتنۀمایل به سفید هستند. کاکل و سینه آن‌ها خط‌خطی است. پاهای آن‌ها کوتاه و سیاه است، و نوکشان سیاه و سفید و دارای شکلی پهن اما نوک‌تیز است که شکل مشخصه حشره‌خواران هوایی است. نوجوانان قهوه‌ای‌تر از بزرگ‌سالان هستند و در روتنۀ خود لکه‌هایی دارند.